# تلمبة رحيم بور (أرزوئية)
تلمبة رحیم بور (بالإنجليزية: Tolombeh-ye Rahim Pur)‏ هي منطقة سكنية تقع في إيران في Arzuiyeh Rural District. يقدر عدد سكانها بـ 131 نسمة .